# Lotosblume (Lied)
Lotosblume ist ein Lied der deutschen Schlagerband Die Flippers aus dem Jahr 1989. Das Stück ist die einzige Singleauskopplung aus ihrem 19. gleichnamigen Studioalbum.

## Entstehung und Artwork
Geschrieben und produziert wurde das Lied von Karl-Heinz Rupprich und Uwe Busse. Arrangiert wurde die Single von Wolfgang Pentinghaus. Das Lied wurde unter dem Musiklabel Dino Music veröffentlicht und durch BMG Music Publishing vertrieben. Die Aufnahmen fanden in den Kamener Hermes Studios statt. Auf dem Cover der Maxi-Single ist – neben Künstlernamen und Liedtitel – ein Bild der drei Flippers-Mitglieder zusammen mit einer Lotosblume zu sehen.

## Veröffentlichung und Promotion
Die Erstveröffentlichung von Lotosblume erfolgte im September 1989 in Deutschland. Die Maxi-Single wurde als CD und 7"-Vinylplatte veröffentlicht. Neben Lotosblume befindet sich auf der Vinylplatte das Lied Und in der Nacht und auf der CD die Lieder Und in der Nacht und Wenn der Sommerwind… als B-Seite.
Um das Lied zu bewerben, folgten unter anderem Liveauftritte in der ZDF-Hitparade sowie eine Anzahl von Hitmedleys, in denen Lotosblume enthalten war, in vielen Samstagabendshows in den folgenden Jahren bis zur Trennung der Band. Anfang 2022 entwickelte sich der Flippers-Titel Wir sagen danke schön zu einem viralen Erfolg, woraus eine Online-Petition startete, damit die Flippers im kommenden Jahr bei Rock am Ring auftreten dürfen. Malolepski antwortete darauf mit der Frage: „Warum denn nicht?“. Er gab an, für alles offen und topfit zu sein, außerdem wären Heino oder Guildo Horn auch schon auf Rockfestivals aufgetreten. Im Jahr 2023 folgte schließlich der Auftritt von Malolepski als unangekündigter „Special-Guest“, wo er unter anderem Lotosblume sang.

## Inhalt
Der Liedtext zu Lotosblume ist in deutscher Sprache verfasst. Die Musik und der Text wurden gemeinsam von Karl-Heinz Rupprich und Uwe Busse geschrieben beziehungsweise komponiert. Musikalisch bewegt sich das Lied im Bereich des deutschen Schlagers. Gesungen wird es von Olaf Malolepski, im Hintergrund des Refrains sind die beiden anderen Bandmitglieder Manfred Durban und Bernd Hengst zu hören.

## Mitwirkende
| Liedproduktion - Uwe Busse: Komponist, Liedtexter, Musikproduzent - Manfred Durban: Hintergrundgesang, Schlagzeug - Bernd Hengst: E-Bass, Hintergrundgesang - Olaf Malolepski: Gesang, Gitarre - Wolfgang Pentinghaus: Arrangement - Karl-Heinz Rupprich: Komponist, Liedtexter, Musikproduzent | Unternehmen - BMG Music Publishing: Vertrieb - Dino Music: Musiklabel - Hermes Studio: Tonstudio |

## Rezeption
Am 4. Oktober 1989 belegten Die Flippers mit Lotosblume Rang eins in der ZDF-Hitparade, wo sie sich gegen die London Boys, Heino, Bad Boys Blue, Achim Reichel, Juliane Werding und dem Duett Young Love von Drafi Deutscher & Demis Roussos durchsetzten.

## Chartplatzierungen
Lotosblume erreichte in Deutschland Rang 23 der Singlecharts und konnte sich 19 Wochen in den Charts platzieren. Obwohl es das Lied nicht auf Platz eins schaffte, war es trotzdem für einen Zeitraum von drei Wochen das erfolgreichste deutschsprachige Lied in den deutschen Singlecharts. Darüber hinaus platzierte sich das Stück 17 Wochen in den deutschen Airplaycharts und erreichte mit Rang 31 seine höchste Notierung. In der Chartwoche vom 30. September 2022 erreichte das Lied erstmals die deutschen Downloadcharts und belegte dabei Rang 25.
Für die Flippers war Lotosblume der elfte Charterfolg in Deutschland. Bis heute konnte sich in Deutschland keine Single der Band länger in den Charts platzieren (Sieben Tage ebenfalls 19 Wochen). Für Busse als Autor war dies der neunte Charterfolg in Deutschland sowie der fünfte als Musikproduzent.

## Coverversionen (Auswahl)
- 1989: Marina (Hong-Kong-Ding-Dong)
- 1997: Edward Simoni
- 2006: Roland B.
- 2007: Tobee
- 2011: Groove Coverage (Angeline)
- 2012: Die Ludolfs
- 2012: Olaf
- 2019: Thomas Anders (Like a Flower)[12]